# Setaria parviflora
Setaria parviflora é uma espécie de planta com flor pertencente à família Poaceae. 
A autoridade científica da espécie é (Poir.) Kerguélen, tendo sido publicada em Lejeunia; Revue de Botanique. Nouvelle série 120: 161. 1987.

## Portugal
Trata-se de uma espécie presente no território português, nomeadamente em Portugal Continental, no Arquipélago dos Açores e no Arquipélago da Madeira.
Em termos de naturalidade é introduzida nas três regiões atrás referidas.

## Protecção
Não se encontra protegida por legislação portuguesa ou da Comunidade Europeia.